# De rattenvanger

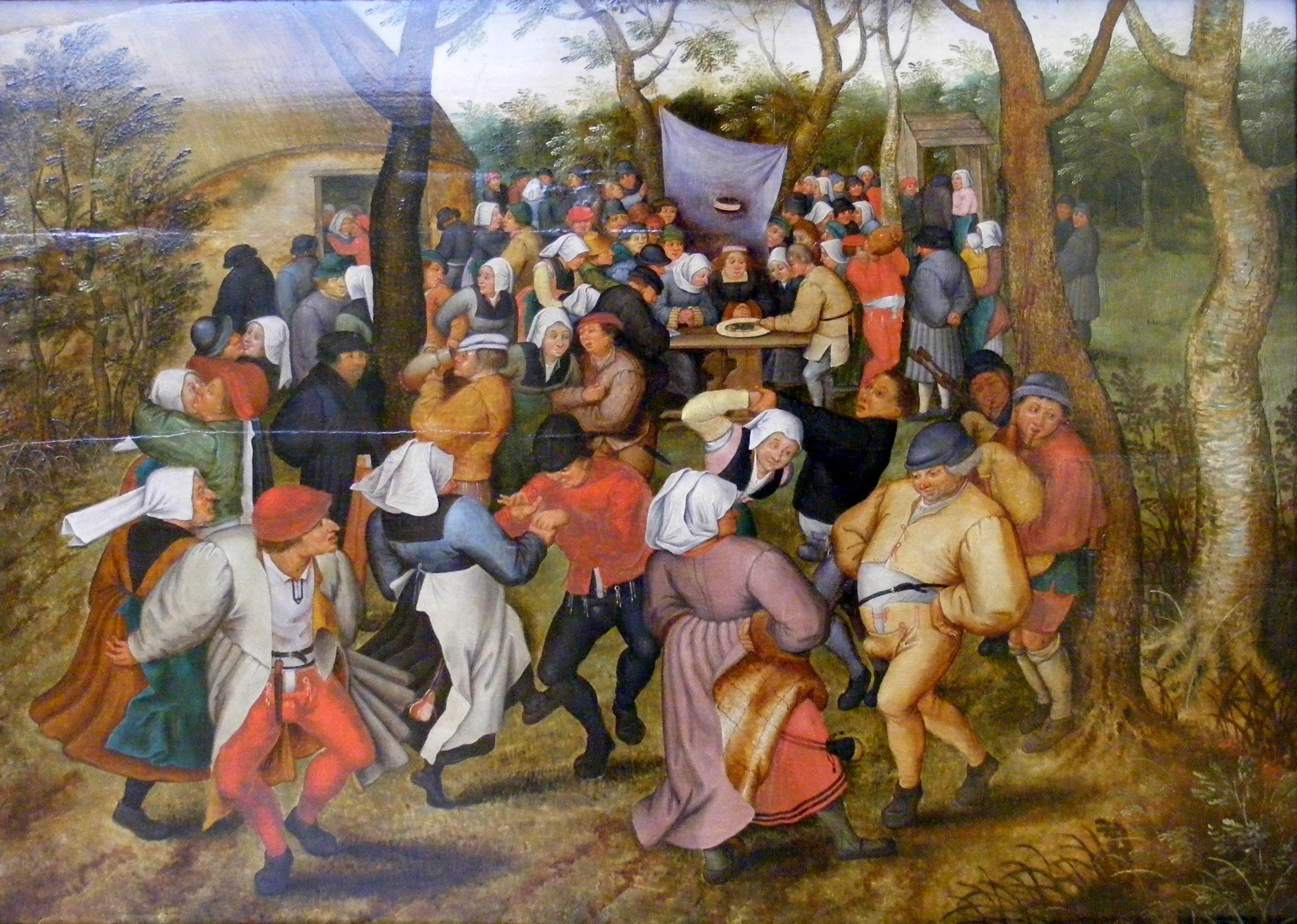
De boerenbruiloft van Pieter Brueghel de Oude

De rattenvanger is het vierde stripverhaal uit de reeks van De Geuzen. Het is geschreven door Willy Vandersteen en verscheen in 1987.

## Personages
In dit verhaal spelen de volgende personages mee:
- Boer Carolus en zijn vrouw Boelkin, Veerle (dochter boer Carolus), Witte Weerlicht (paard), Hannes (troubadour en geus), Tamme, koopman, stadswachten, boeren, vrouw Kate, Ariaan (rattenvanger), Wilbert (rentmeester), geitenhoedster en haar dochtertje, Khonar, Dostranamus (alchemist, magiër) en zijn vrouw Alwina, Knullus, elfjes, kinderen van Bierbeke, Liesje en haar ouders, Garvas en Spaanse deserteurs, geuzen.

## Locaties
Dit verhaal speelt zich af op de volgende locaties:
- Schalkendael, Bierbeke, beek, klokkenhoeve van boer Carolus, moeras, huis, laboratorium en tovertuin van Dostranamus, huis en schuur van Kate, plaggenhut, klooster, ruïne van oude vestingwal, korenveld, holle weg.

## Het verhaal
Het verhaal begint met een tekening naar de gravure 'De boerenbruiloft' van Pieter Bruegel de Oude.
Hannes keert terug naar de klokkenhoeve en vraagt om nog dezelfde week te mogen trouwen met Veerle. Carolus biedt hen een vleugel in de woning aan. Tamme komt binnen en vertelt dat het Spaanse garnizoen van Brakvelde aan het muiten is geslagen, omdat ze al maanden geen soldij hebben ontvangen. Bierbeke ligt op hun weg en Hannes zegt dat het huwelijk moet worden uitgesteld. Hannes wil de baljuw om hulp vragen, maar deze is afwezig. Een koopman doet het woord en weigert, omdat ze graan en vlees aan de garnizoenen van Holland mogen leveren. Stadswachten zetten Hannes en Tamme buiten de stadspoort en Hannes verzamelt boeren om de verdediging van Bierbeke te organiseren. Veerle richt een lokaal als hospitaal in en er worden watervoorraden aangelegd. Hannes wil dat er een voedselvoorraad wordt samengebracht in de schuur van vrouw Kate, maar die vertelt dat er een rattenplaag heerst.
Er komt een rattenvanger aan en hij vraagt huisvesting, maaltijden en een vast bedrag per rat. Ariaan en vrouw Kate voelen zich tot elkaar aangetrokken, maar worden door de rentmeester bespied. Hij heeft vrouw Kate al meerder malen ten huwelijk gevraagd en is boos. Ariaan komt terug en Wilbert vertrekt. Vrouw Kate vertelt Ariaan in een hooiopper over Groene Veerle, een vrouw uit Bierbeke die van hekserij werd beschuldigd. Ze werd gefolterd en moest de waterproef ondergaan. Greet verdronk nadat ze de gemeenschap had vervloekt. Ze dwaalt als groene schim 's nachts rond en lokt kinderen met een brandende toorts in het moeras. De kinderen van Bierbeke zijn dol op Ariaan. Hannes en Tamme vertrekken om de vijandelijke troepen te bekijken. Ze zien hoe een geitenhoedster wordt aangerand en helpen haar. Ze worden door de Spanjaarden achtervolgd en Tamme kan op een paard ontkomen. Hannes komt in een moerassig gebied terecht. Hij ziet een vreemde gedaante en denkt dat dit Groene Greet is. Hannes wordt door het moeras opgeslokt, maar wordt later op de oever wakker.
Khonar is bij Hannes en vertelt wat er is gebeurd. Hij vond het graf van Flodderbes en hielp Hannes uit het moeras. Hannes raakt bewusteloos en Khonar wil hulp halen, maar waarschuwt per ongeluk Spanjaarden. Khonar wil hulp halen en komt in de tovertuin van Dostranamus terecht. Hij waarschuwt de elfjes en ze brengen Hannes naar het huis Dostranamus, waar hij wordt verzorgd. Dostranamus ziet in zijn kristallen bol dat de Spanjaarden naderen en hij maakt met een versnipperde ets van Bruegel een magisch brouwsel. Knullus plaatst het mengsel op de oprit en demonische visioenen zorgen ervoor dat de Spanjaarden in paniek vluchten. Tamme vindt Flodderbes en zegt dat hij naar de tovertuin moet gaan. In Bierbeke verdwaalt Liesje en ze volgt Groene Greet. Haar moeder weet dat Liesje met Ariaan bij het moeras was en het meisje wordt bewusteloos gevonden.
De hoed van de rattenvanger wordt gevonden en het verhaal over Groene Greet wordt niet geloofd. Ariaan wordt zonder proces aan de schandpaal geklonken en Veerle wil hem helpen. Ze wordt samen met Wilbert weggejaagd. Carolus brengt 's nachts drank met slaapmiddel naar de wacht en Ariaan vlucht naar het huis van Kate. Hij vertelt dat zijn hoed gestolen is en vertrekt naar een plaggenhut in het moeras. De volgende ochtend wordt de verdwijning ontdekt. Hannes en Tamme komen terug en horen over de gebeurtenissen. Garvas laat een kamp opslaan bij het dorp en vertelt dat het beleg afgekocht kan worden, maar Hannes weigert. Tamme gaat met een paar mannen via een beek achter het kanon van de Spanjaarden aan. Ze ondermijnen een brug en het kanon wordt verwoest, maar een van de geuzen raakt dodelijk gewond. Het eerste slachtoffer moet begraven worden en Hannes wil dat de vrouwen zich in veiligheid brengen. Veerle weigert, maar maakt zich zorgen om de kinderen. Groene Greet luistert aan het raam en hoort dat Veerle de kinderen naar een klooster in het volgende dorp zal brengen.
De volgende ochtend steken de Spanjaarden verlaten hoeven in brand en de strijd om het dorp begint. De Spanjaarden trekken zich na een zware strijd terug en laten enkele mannen achter om Hannes en Tamme, de leiders, neer te schieten. Garvas komt met een witte vlag naar Hannes en wil de doden en gewonden bergen. Na het bestand wil hij het dorp echter nog altijd met de grond gelijk maken. De vrouwen van het dorp verzorgen de gewonde geuzen en Hannes en Tamme doen een ronde door het dorp. Sluipmoordenaars schieten, maar Wilbert kan Hannes en Tamme redden. De Spanjaarden willen een gemakkelijker te overwinnen dorp en besluiten te vertrekken, maar dan komt Groene Greet. De figuur vertelt zich van een legende te bedienen om onbekend te blijven. Groene Greet vertelt dat ze de dorpskinderen als gijzelaar kan bezorgen. Veerle loopt met de kinderen door het bos, maar ontdekt dat de boot die ze nodig is kapotgemaakt is. Ze ziet Ariaan met de kinderen vertrekken en dan arriveren de Spanjaarden. Veerle kan ontkomen, maar Groene Greet leidt de Spanjaarden naar Ariaan en de kinderen. 
Ariaan vecht zodat de kinderen kunnen vluchten, maar wordt neergeslagen. Veerle bereikt 's ochtends het dorp en vertelt dat Ariaan de kinderen heeft weggevoerd. Garvas komt in het dorp aan en zegt dat de kinderen in zijn macht zijn. Garvas eist de overgave en vertelt dat Groene Greet hem de kinderen heeft bezorgd. Veerle gaat naar Kate, maar zij weet niet waar Arian is. Groene Greet bedreigt de twee vrouwen met een vuurwapen en bindt hen vast. Greet wil op Witte Weerlicht vertrekken, maar wordt door het paard afgeworpen. Veerle en Kate kunnen zich losmaken en doen het masker van Groene Greet af. Het blijkt Wilbert te zijn, hij wilde Kate voor zichzelf en moest daarom Ariaan uitschakelen. Wilbert vertelt dat de kinderen in de ruïne van de oude vestingwal worden bewaakt en sterft. Veerle waarschuwt Hannes, maar hij weet geen manier om de kinderen te helpen. 's Nachts komt Ariaan en hij hoort van Hannes dat Wilbert vermomd was als Groene Greet. Ariaan zegt een hinderlaag te leggen bij de holle weg, hij zal de kinderen halen en de Spanjaarden zo in de val lokken.
Ariaan heeft in het moeras ratten gevangen en laat ze vrij bij de hut. De Spanjaarden jagen op de ratten en Ariaan kan de kinderen bevrijden. De Spanjaarden lopen via de holle weg inderdaad in de val en Hannes wil een gevecht met de degen. Garvas aanvaardt en verliest, Hannes laat hem leven. Als Hannes zich omdraait, valt Garvas toch aan. Tamme schiet Garvas neer en de gevangen Spanjaarden worden weggevoerd. De Spanjaarden in het kamp geven zich ook over en Hannes vertelt dat hij de mannen zal uitleveren aan een Spaans garnizoen. Tamme vindt dit een lichte straf, maar Hannes vertelt dat de Spanjaarden ongenadig zijn voor deserteurs. Na de herdenking voor gesneuvelden viert het dorp de overwinning. Ariaan wordt in triomf rondgedragen en Hannes en Veerle gaan samen naar een schuur. Ariaan vertrekt, omdat Kate hem niet geloofde toen hij beschuldigd werd. Veerle en Hannes gaan naar de tovertuin en zien dat Khonar weer gelukkig is. Het hele dorp viert de bruiloft en Hannes en Veerle gaan 's nachts naar de klokkenhoeve, ze zijn eindelijk alleen samen.
De zeven jagers ·
De ekster op de galg ·
Flodderbes, de heks ·
De rattenvanger ·
Soetkin, de waanzinnige ·
Onheil boven Damme ·
Strijd om slot Loevestein ·
Verraad in Duindijke ·
De nacht van de satanszoon ·
De wildeman van Gaasbeek